# 朱星耀
朱星耀（1559年—？），字應春，號明南，江西廣信府貴溪縣人，軍籍，明朝政治人物。

## 生平
萬曆十年（1582年）壬午科江西鄉試第十一名舉人，十一年（1583年）中式癸未科會試第三百二十三名，三甲第一百四十一名進士。大理寺觀政，授平湖縣知縣，十五年（1587年）調鄆城縣知縣，丁憂。服闋，二十年（1592年）改教授，二十三年（1595年）升國子監助教，二十六年（1598年）升松江府同知，二十七年（1599年）兼上海縣知縣，三十年（1602年）改兩淮鹽運司判官，三十四年（1606年）升西安府同知，同年升南京刑部四川司郎中，考察閒住。

## 家族
曾祖朱文林；祖父朱繡；父朱廷佐，母余氏。具慶下。兄朱星輝，弟朱星奎、朱星台、朱星拱。